# Naval Chronicle

The Naval Chronicle est un périodique britannique publié entre janvier 1799 et décembre 1818.
Il contient des informations sur la Royal Navy (nouvelles, biographies, essais, etc.) et sur des sujets nautiques plus généraux.
Fondé par James Stanier Clarke et John McArthur, Nicholas Pocock y a notamment fourni des illustrations.